# NGC 5779
NGC 5779 é uma galáxia espiral (S) localizada na direcção da constelação de Draco. Possui uma declinação de +55° 54' 00" e uma ascensão recta de 14 horas, 52 minutos e 09,4 segundos.
A galáxia NGC 5779 foi descoberta em 9 de Junho de 1885 por Lewis A. Swift.